# Římskokatolická farnost Čejkovice
Římskokatolická farnost Čejkovice je územní společenství římských katolíků v hodonínském děkanství s farním kostelem svaté Kunhuty.

## Území farnosti
- Čejkovice (okres Hodonín) s farním kostelem sv. Kunhuty
- Starý Poddvorov s filiálním kostelem sv. Martina
- Nový Poddvorov

## Historie farnosti
V Čejkovicích byla duchovní správa, kterou konal řád templářů, již roku 1246. Po zrušení templářů roku 1311 zde působili diecézní kněží až do roku 1620. V letech 1620 – 1624 nebyla duchovní správa žádná. Od roku 1624 do roku 1773 vykonávali duchovní správu jezuité. Od roku 1773 vedou duchovní správu v Čejkovicích světští kněží.

## Duchovní správci
Souvislý přehled duchovních správců je znám od roku 1624, dosud jich ve farnosti působilo 84. Farářem je od 15. srpna 2012 R. D. Mgr. Ing. Miloslav Čamek.
V srpnu 2024 je vystřídal R. D. doc. ThDr. Ing. Pavel Kopeček, Th.D. 

## Bohoslužby
| Kostel             | Místo           | Bohoslužba (den)                 | Hodina                                                    | Poznámka        |
| ------------------ | --------------- | -------------------------------- | --------------------------------------------------------- | --------------- |
| kostel sv. Kunhuty | Čejkovice       | neděle úterý středa pátek sobota | 7.30, 10.30 7.30 17.00 (zimní čas)/18.00 (letní čas) 7.30 | farní kostel    |
| kostel sv. Martina | Starý Poddvorov | neděle pondělí čtvrtek           | 9.30 17.00 17.30                                          | filiální kostel |

## Primice
Z farnosti vzešlo dosud devět kněžských povolání. Pochází odtud například významný teolog, pedagog a spisovatel Dominik Pecka. Ve farnosti slavil 10. července 2011 primiční mši svatou novokněz R. D. Mgr. Petr Balát.

## Aktivity ve farnosti
Dnem vzájemných modliteb farností za bohoslovce a bohoslovců za farnosti brněnské diecéze je 23. leden. Adorační den připadá na 7. srpna..
Ve farnosti se pravidelně pořádá tříkrálová sbírka. V roce 2014 se při ní v Čejkovicích vybralo 75 389 korun, o rok později 75 428 korun, v Novém Poddvorově vybraná částka v roce 2014 představovala 6 960 korun, v roce 2015 8 300 korun a ve Starém Poddvorově 25 200 korun (v roce 2014) a 28 312 korun (v roce 2015). Při sbírce v roce 2016 se vybralo v Čejkovicích 77 330 korun, ve Starém Poddvorově 29 328 korun a v Novém Poddvorově 8 820 korun.  V roce 2018 dosáhl výtěžek 85 772 korun v Čejkovicích, ve Starém Poddvorově 28 700 korun a v Novém Poddvorově 9 510 korun.
V roce 2018 pořádala farnost formou deseti sobotních setkání kurz charizmatické obnovy.
Během roku 2019 si farnost připomíná 750 let farního kostela. Během jubilea se v kostele uskutečnilo několik koncertů, duchovní obnova, v dubnu Den otevřených dveří. Během prázdnin bylo připraveno stanování na farní zahradě, výroční rok vyvrcholí v listopadu udílením svátosti biřmování.